# Crédit immobilier
Le crédit immobilier, ou prêt immobilier, est un emprunt destiné à financer tout ou une partie de l'acquisition d'un bien immobilier, de l'opération de construction, ou des travaux sur un tel bien. Lorsque le crédit est adossé à la garantie sur la valeur du bien, on parle alors de crédit hypothécaire.
En France, près de 40 % des crédits immobiliers sont adossés à une hypothèque, alors que près de 60 % sont garantis par un cautionnement mutualisé.

## Histoire
Faute de système bancaire suffisant, le crédit immobilier n'a vraiment pris son essor qu'au XIXe siècle lors des opérations de promotion qui ont nourri la bulle immobilière des années 1860 et le krach qui a suivi.
Sous l'impulsion du député et avocat Alexandre Ribot, le 10 avril 1908 est votée en France la première loi qui autorise des sociétés spécialisées à distribuer des prêts immobiliers à des particuliers, notamment aux revenus modestes, en vue de l'acquisition de leurs logements.

## Cadre juridique
Le crédit immobilier est encadré par la loi. L'encadrement du contrat et des pratiques publicitaires en France est apparu en 1978 (loi du 10 janvier 1978). Le droit du crédit immobilier aux particuliers provient de la directive 2014/17/UE, du 4 février 2014, entrée en droit français depuis le 21 mars 2016.
Tous les crédits immobiliers souscrits avant le 1er octobre 2016 sont soumis au droit antérieur. Les crédits immobiliers passés après cette date du 1er octobre 2016 sont régis par les nouvelles règles.
Les nouveaux crédits immobiliers entrent dans un processus juridique spécifique, visant à protéger les emprunteurs-consommateurs (articles L. 313-1 et suivants du code de la consommation). Les renégociations de crédits antérieurs entrent également dans ce nouveau cadre ; lorsque celles-ci sont consenties par le prêteur initial, elles ne font pas l'objet d'un nouveau contrat, mais d'un avenant.

### Avant le 21 mars 2016
Le Code de la consommation pose les principes de distribution du crédit immobilier, sous l'angle de la protection des consommateurs-emprunteurs, par ses articles L. 312-1 et suivants (Livre III, Titre 1er, Chapitre II).
Les comparaisons entre différents crédits immobiliers sont possibles grâce à l'utilisation d'un indicateur conventionnel, le taux effectif. Avant 2016, le taux effectif retenu pour les crédits immobiliers aux particuliers était le TEG, ou taux effectif global. La détermination du TEG a produit un abondant contentieux entre les banques et les emprunteurs. Par exemple, le TEG est un taux actuariel proportionnel. La Cour de cassation l'a d'ailleurs rappelé, dans un arrêt du 27 novembre 2013.
Le taux effectif global (TEG) est le coût total d'un prêt consenti à l'emprunteur exprimé en pourcentage annuel du montant de ce prêt. Le TEG est calculé à partir du coût total du prêt : intérêts, frais de dossier, coût des assurances, frais de courtage éventuels, frais liés à la garantie. Rentrent dans le TEG tous les frais qui sont obligatoires à l'octroi du crédit. Une assurance de prêt qui ne serait pas considérée comme obligatoire par le prêteur et déclarée comme telle dans l'offre ne serait pas retenue dans le TEG. C'est l'indicateur du coût global d'un prêt.
Les crédits immobiliers en devises sont, par principe, soumis à une forte obligation d'information à compter du 1er octobre 2014.

### Depuis le 21 mars 2016
Le 4 février 2014, le Parlement européen a voté la directive régissant le nouveau cadre juridique des crédits immobiliers (dite « mortgage credit directive », MCD, ou initialement CARRP pour credit agreement relative to residential property). Cette Directive 2014/17/UE sur « les contrats de crédit aux consommateurs, relatifs aux biens immobiliers à usage résidentiel » est applicable dans l'ensemble de l'Union européenne à compter du 21 mars 2016.
En France, la directive est transposée par l'ordonnance 2016-351 du 25 mars 2016, pour la partie législative du nouveau cadre.
La partie réglementaire découle du Décret.
Le crédit immobilier aux particuliers se trouve régi, dans le code de la consommation aux articles L. 313-1, et suivants, L. 314-1 et suivants.
Le code monétaire et financier se voit également modifié, pour les intermédiaires en opérations de banque et en services de paiement (courtiers et mandataires en crédits).
La protection des intérêts des emprunteurs, par les professionnels bancaires eux-mêmes, s'affiche comme la priorité du nouveau régime juridique.
Tous les professionnels, distributeurs-prêteurs (agences des établissements de crédit) ou intermédiaires, sont soumis aux mêmes obligations de compétence professionnelle au 21 mars 2019, pour les vendeurs des banques françaises) et l'encadrement des rémunérations des vendeurs de crédits immobiliers.
Les obligations précontractuelles sont au nombre de quatre :
- présentation (du professionnel) ;
- information, sur le crédit, au moyen de la Fiche d'Information Standardisée Européenne, la FISE (1er janvier 2017, en France)[6] ;
- explication, ou mise en garde, fondée sur la solvabilité de l'emprunteur, ainsi que sur l'évaluation du bien immobilier ;
- conseil, si le professionnel opte pour sa délivrance[7].

La Fiche « FISE » (Fiche d'Information Standardisée Européenne) présente les informations essentielles du crédit immobilier. Elle permet au futur emprunteur de déterminer l'adaptation du crédit envisagé, à ses besoins et à ses objectifs.
Le Taux Annuel Effectif Global, TAEG, remplace désormais le TEG comme indicateur légal du taux effectif du crédit (au 1er octobre 2016, pour la France).
Si le prêteur soumet l'octroi du crédit à une assurance, l'offre doit également indiquer un Taux Annuel Effectif d'Assurance, TAEA, qui permet de mesurer l'impact de l'assurance par rapport au coût du crédit.
Les nouvelles dispositions du code de la consommation entrent successivement en application, au 1er juillet 2016, au 1er octobre 2016, puis au 1er janvier 2017.
La réglementation du regroupement de crédits se durcit.
Les iobsp, intermédiaire en opérations de banque et en services de paiement, bénéficient d'un dispositif de libre exercice dans l'Union européenne.

## Types de biens concernés

### Principes
Le crédit immobilier concerne le plus souvent un logement (prêt habitat), utilisé par le propriétaire soit pour sa résidence principale ou secondaire, soit pour le louer à un tiers. Dans le cas d'un investissement locatif, il est possible de déduire les intérêts d'emprunt des revenus fonciers.
Il peut concerner aussi un immeuble de rapport dans sa totalité, ou encore de l'immobilier d'entreprise.
Les SCPI (société civile de placement immobilier) peuvent aussi y prétendre.

### En droit français
Entrent dans la catégorie juridique des contrats de crédit immobilier les contrats destinés à financer :
- l’acquisition en propriété ou en jouissance d’un immeuble à usage d’habitation ou à usage mixte professionnel et d’habitation, ainsi que la souscription ou l'achat de parts ou actions de sociétés donnant vocation à leur attribution en propriété ou en jouissance, y compris lorsque ces opérations visent également à permettre la réalisation de travaux de réparation, d'amélioration ou d'entretien de l'immeuble ;
- l'achat de terrains destinés à la construction d'immeubles à usage d'habitation ou à usage professionnel et d'habitation ;
- la construction d’un immeuble à usage d’habitation ou à usage mixte professionnel et d’habitation ;
- les travaux de réparation, d’amélioration ou d’entretien d’un immeuble à usage d’habitation ou à usage mixte professionnel et d’habitation, lorsque le montant du crédit est supérieur à 75 000 € ;
- les contrats de crédit garantis par une hypothèque, par une autre sûreté comparable sur les biens immobiliers (selon l'article L. 313-1 du code de la consommation, dans sa version du 25 mars 2016).

Les opérations de crédit immobilier avec des emprunteurs professionnels ou entreprises ne relèvent généralement pas, en France, du régime juridique du crédit immobilier.

## Caractéristiques habituelles
Un crédit immobilier présente le plus souvent les caractéristiques suivantes :
- établi sous forme de prêt d'un montant précis (encore qu'il existe aussi dans des cas particuliers des formules d'ouverture de crédit immobilier pouvant être utilisées par tirages à l'intérieur d'un plafond total) ;
- accordé par un établissement de crédit (une banque) ou un organisme financier spécialisé ;
- distribué (vendu) soit directement par une banque (un établissement de crédit), soit par un courtier en crédits (ou Intermédiaire en opérations de banque et en services de paiement) ;
- établi sur une longue durée (plusieurs années ou décennies) sauf en cas de prêt-relais couvrant une période d'attente entre l'achat d'un bien immobilier et la revente d'un autre bien ou une autre rentrée financière attendue) ;
- soit à taux fixe sur toute la durée du prêt immobilier (c'est du moins le cas le plus courant en France), soit à taux révisable ;
- lié à un apport personnel. Cependant, un financement de la totalité de l'acquisition (coût d'acquisition du bien + frais de notaire + coût de la garantie) est toujours possible ;
- remboursable par mensualités constantes ;
- avec une garantie de prêt sur le bien financé (ce qui est une des raisons qui rendent difficile l'obtention d'un prêt immobilier pour un bien situé hors de la France[10]).
- accompagné d'une assurance décès invalidité sur l'emprunteur, de frais de dossier ;
- limité à une partie de la valeur du bien ; en général un apport personnel situé entre 10 et 30 % est exigé, outre la couverture des frais d'acquisition (coût des actes notariés, fiscalité).

## Types de prêt immobilier
D'un point de vue technique, il existe plusieurs types de prêts :
- prêt amortissable : remboursable régulièrement par échéances, souvent mensuelles ;
- prêt in fine : remboursable en une seule fois, en fin de crédit ;
- prêt à taux fixe : taux débiteur connu dès le début du contrat et ne variant pas ;
- prêt à taux variable : le montant des intérêts peut varier en temps réel en fonction de l'évolution directe d'un taux de référence, auquel s'ajoute une marge fixe du prêteur ;
- prêt à taux révisable : le montant des intérêts peut varier en fonction d'un indice financier, tel que l'euribor, par exemple, à une date de révision fixée à l'avance ;
- prêt à taux « capé » : l'évolution du taux variable ou révisable est limitée à l'intérieur de valeurs connues à l'avance, soit pour une durée fixée, soit pour toute la durée du crédit ;
- prêt progressif ou dégressif : prévoyant des échéances variant à la hausse ou à la baisse ;
- prêt à paliers : technique consistant à calculer une mensualité unique du même montant pour deux crédits qui se superposent pendant quelque temps ;
- prêt modulable.

En France, le prêt à taux zero (PTZ) est un type de prêt subventionné par l'État ayant pour objectif de favoriser l'octroi de prêts à l'acquisition ou la rénovation énergétique aux ménages moins favorisés.

## Société de courtage en prêt immobilier
Plusieurs sociétés sont spécialisées dans l'intermédiation bancaire, notamment le courtage en prêt immobilier. L'accès à cette profession, puis son exercice, suppose le respect de conditions spécifiques.
Depuis le 1er janvier 2013, celles-ci sont soumises à une réglementation particulière, étendue à leurs pratiques commerciales.
Les courtiers intermédiaires en opérations de banque et en services de paiement (« IOBSP ») sont soumis à une obligation de conseil en crédits, qui les distingue des autres professionnels bancaires.
La réglementation des intermédiaires bancaires, courtiers ou mandataire, englobe la plupart des pays de l'Union européenne, afin de déployer une politique commune du marché intérieur du crédit immobilier.

## Prêt complémentaire
En France, des prêts complémentaires peuvent être octroyés à l'emprunteur. Leurs conditions d'octroi dépendent du profil de l'emprunteur, mais souvent de caractéristiques liées au bien immobilier.
Ces prêts complètent donc un prêt immobilier principal ; ils sont incorporés à l'étude globale de solvabilité et du projet de financement :
- prêt à taux zéro plus (PTZ+) ;
- prêt employeur (1 % logement) ;
- prêt bonifié ;
- prêt épargne logement ;
- prêt à l'accession sociale (PAS) ;
- prêt conventionné (PC) ;
- prêt locatif social (PLS) ;
- prêt locatif intermédiaire (PLI) ;
- prêt relais ;
- prêt aux personnes âgées ;
- prêt aux jeunes cadres ;
- prêt aux futurs retraités ;
- leasing immobilier.